# Aria (stripreeks)
Aria is een fantasystripreeks getekend en geschreven door Michel Weyland.

## Verhaal
Aria is een avonturier, een amazone, maar met een uitgesproken gevoel voor eer. Ze draagt de sporen met zich mee van een tragische jeugd en omdat ze er steeds alleen heeft voorgestaan, is ze erg gehecht aan haar onafhankelijkheid. Ze heeft een zoon, Sacham.
In alle landen waar ze komt, trekt Aria eenzaam ten strijde tegen het onrecht. Ze leeft in een fictieve wereld, waarvan de setting lijkt te zijn gebaseerd op de aarde, van rond de start van de christelijke jaartelling. Maar duidelijk wel met fantasy-invloeden, zoals magiërs, heksen en monsters. Maar ook zit er een vleugje sciencefiction in. Dit wordt mede ondersteund doordat er in sommige verhalen verwijzingen zitten naar een verloren gegane ver ontwikkelde beschaving. Waarvan soms sporen worden teruggevonden, en sommige ontwikkelingen gebruikt dan wel misbruikt worden.

## Geschiedenis
De reeks verscheen oorspronkelijk in het stripblad Tintin/Kuifje en de albums verschenen oorspronkelijk bij bijhorende uitgeverij Le Lombard. Nadat het stripblad stopgezet werd, stapte Weyland over naar uitgeverij Dupuis waar hij de reeks verderzette. De reeks werd ook uitgegeven bij Silhouet en Albatros.
In het voorjaar van 2017 gaf een uitgeefdirecteur bij Dupuis aan bij Weyland om stilaan Aria stop te zetten wegens de dalende verkoop en omdat de uitgeverij meer nieuwe reeksen wil beginnen. Daarnaast gaf Bédu aan dat het ook te maken heeft met de anciënniteit van de auteurs, waardoor hun contracten meer geld kosten. Vervolgens zette Dupuis in 2019 vijf oude reeksen stop inclusief deze stripreeks. Het veertigste album, dat in 2021 verscheen, werd het laatste. Dat album telt meer pagina's dan de andere albums en bevat drie kortverhalen en aquareltekeningen.

## Albums
Alle albums zijn geschreven en getekend door Michel Weyland.
| Nummer | Titel                         | Uitgever(s)                        |
| ------ | ----------------------------- | ---------------------------------- |
| 1      | De omzwervingen van Aria      | Dupuis, Le Lombard                 |
| 2      | De berg van de Heksenmeesters | Dupuis, Le Lombard                 |
| 3      | De zevende poort              | Dupuis, Le Lombard                 |
| 4      | De ruiters van Aquarius       | Dupuis, Le Lombard                 |
| 5      | De tranen van de godin        | Dupuis, Le Lombard                 |
| 6      | De ring van de elflings       | Dupuis, Le Lombard                 |
| 7      | Het oordeel der Raven         | Dupuis, Le Lombard                 |
| 8      | De meridiaan van Posidonia    | Dupuis, Le Lombard, Epsilon Verlag |
| 9      | Het vrouwengevecht            | Dupuis, Le Lombard, Epsilon Verlag |
| 10     | Engelenoog                    | Dupuis, Le Lombard, Epsilon Verlag |
| 11     | De ontembaren                 | Dupuis, Le Lombard                 |
| 12     | Ianesch-Handra                | Dupuis, Le Lombard                 |
| 13     | De stem van de profeet        | Dupuis, Le Lombard                 |
| 14     | De rover van het licht        | Dupuis, Le Lombard                 |
| 15     | Venderic                      | Dupuis, Le Lombard, Albatros       |
| 16     | Ove                           | Dupuis                             |
| 17     | De tuin van Satan             | Dupuis, Epsilon Verlag             |
| 18     | Woedende Venus                | Dupuis, Epsilon Verlag             |
| 19     | Sacristar                     | Dupuis                             |
| 20     | Een bloem onder het hart      | Dupuis                             |
| 21     | De klauw van de engel         | Dupuis                             |
| 22     | Het spoor van de ratten       | Dupuis                             |
| 23     | De troetel                    | Dupuis                             |
| 24     | De gevangen ziel              | Dupuis, Silhouet                   |
| 25     | Florina                       | Dupuis                             |
| 26     | De tuin van Baohm             | Dupuis                             |
| 27     | Sterrenlied                   | Dupuis                             |
| 28     | Het elixir van de duivel      | Dupuis                             |
| 29     | De maanogen                   | Dupuis                             |
| 30     | Opnieuw geboren               | Dupuis                             |
| 31     | Mamaïtha                      | Dupuis                             |
| 32     | De nieuwe duivel              | Dupuis                             |
| 33     | Ontsnapt aan de herinnering   | Dupuis                             |
| 34     | De krochten van de dood       | Dupuis                             |
| 35     | De feniks verrijst            | Dupuis                             |
| 36     | Het bergpad                   | Dupuis                             |
| 37     | Laat de beschuldigde zwijgen  | Dupuis                             |
| 38     | De troon van de duivel        | Dupuis                             |
| 39     | Het heilzame vuur             | Dupuis                             |
| 40     | Reisverslag                   | Dupuis                             |